# Sympetrum striolatum
La libélula flecha roja (Sympetrum striolatum) es una libélula de la familia Libellulidae nativa de Eurasia. Es una de las libélulas más comunes en Europa, presente en una gran variedad de zonas acuáticas, aunque prefiere como zona de cría aguas quietas como estanques y lagos.

## Aspecto
Laa especies de Sympetrum no son fáciles de distinguir y en la mayor parte de las áreas en las que está presente  el género encontraremos más de una especie de Sympetrum. Las hembras y los ejemplares jóvenes tienen el tórax y el abdomen amarillo claro. Los machos se vuelven de color rojo cuando maduran. Las hembras se oscurecen con la edad, volviéndose de un color chocolate oscuro, aunque a veces desarrollan un color azul en la parte baja del abdomen. Las alas también desarrollan un tono marrón con la edad. En todos los casos las patas son de color negro con una línea de color amarillo o crema, característico de esta especie. El pterostigma de las hembras puede ser de color rojo, azul, azul claro o marrón.

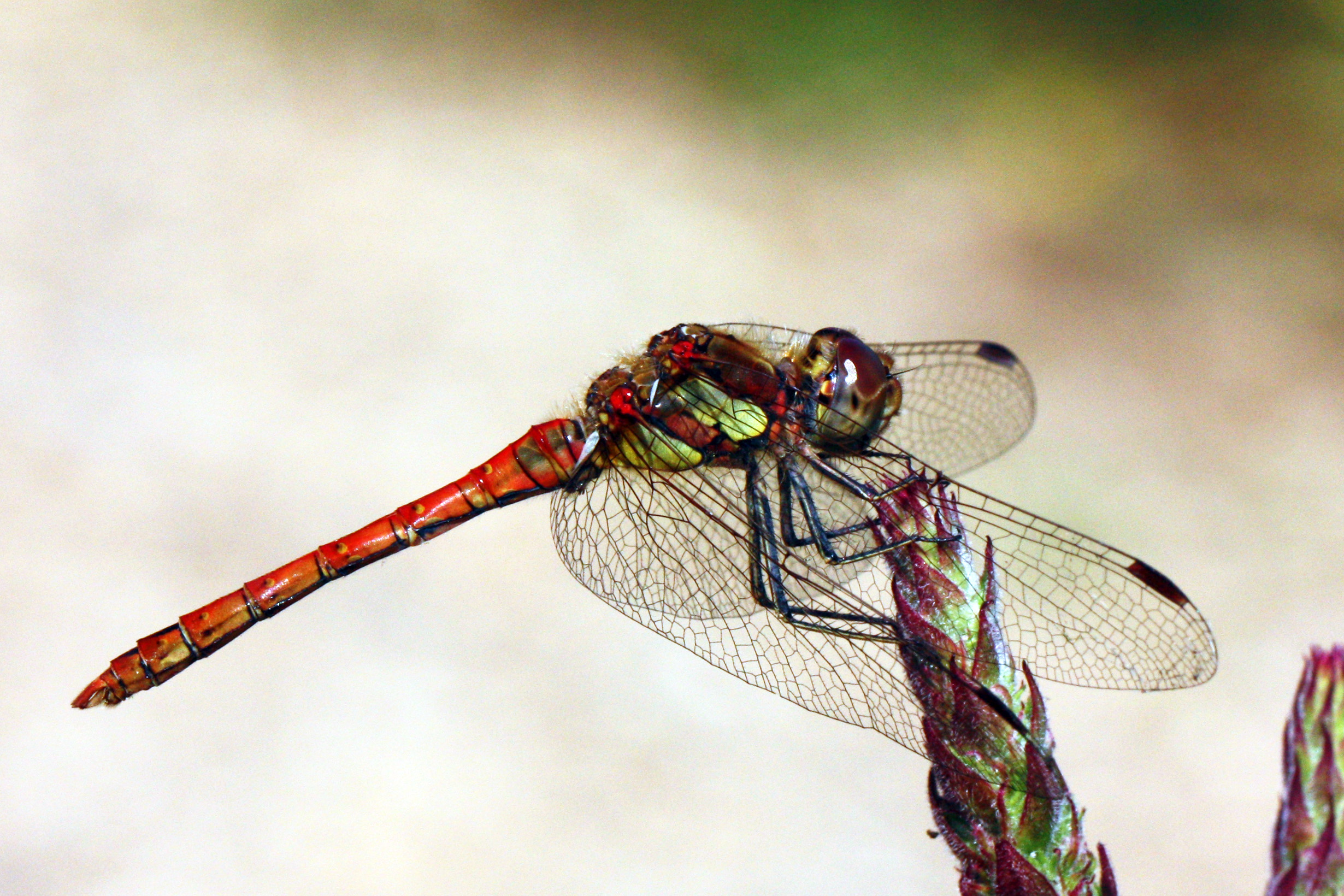
Macho inmaduro
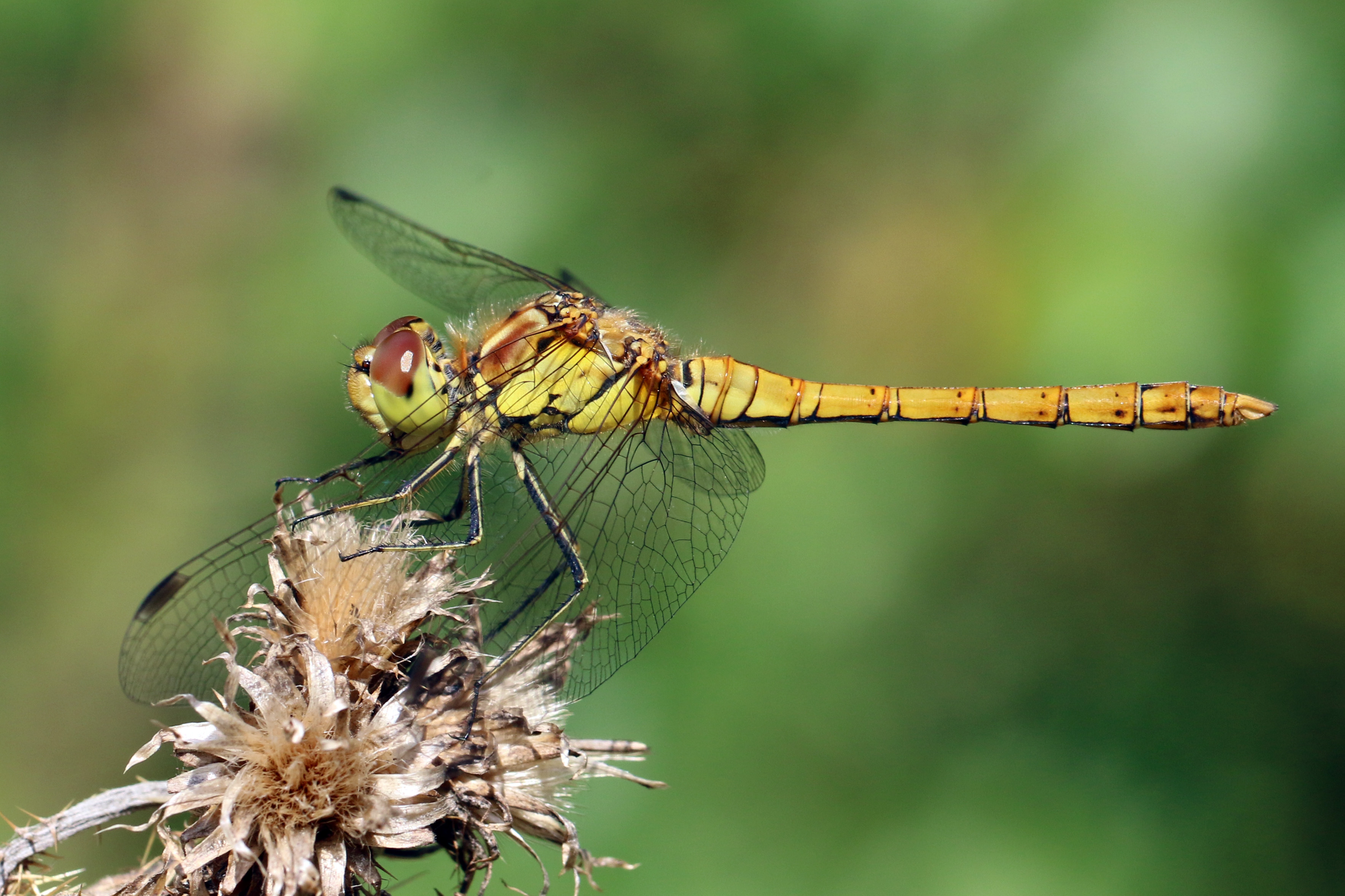
Macho (abdomen amarillo y pterostigma marrón)
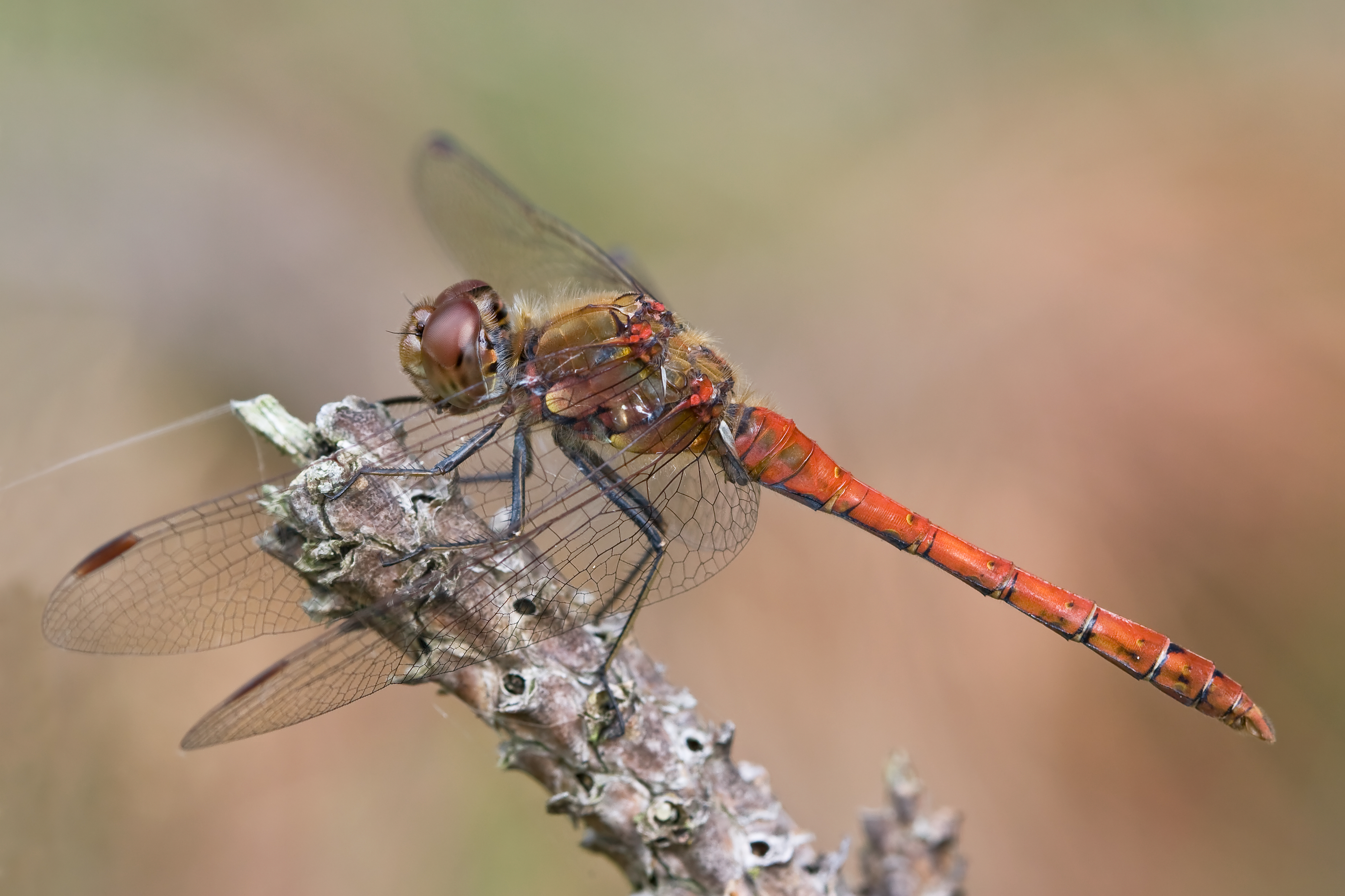
Macho maduro
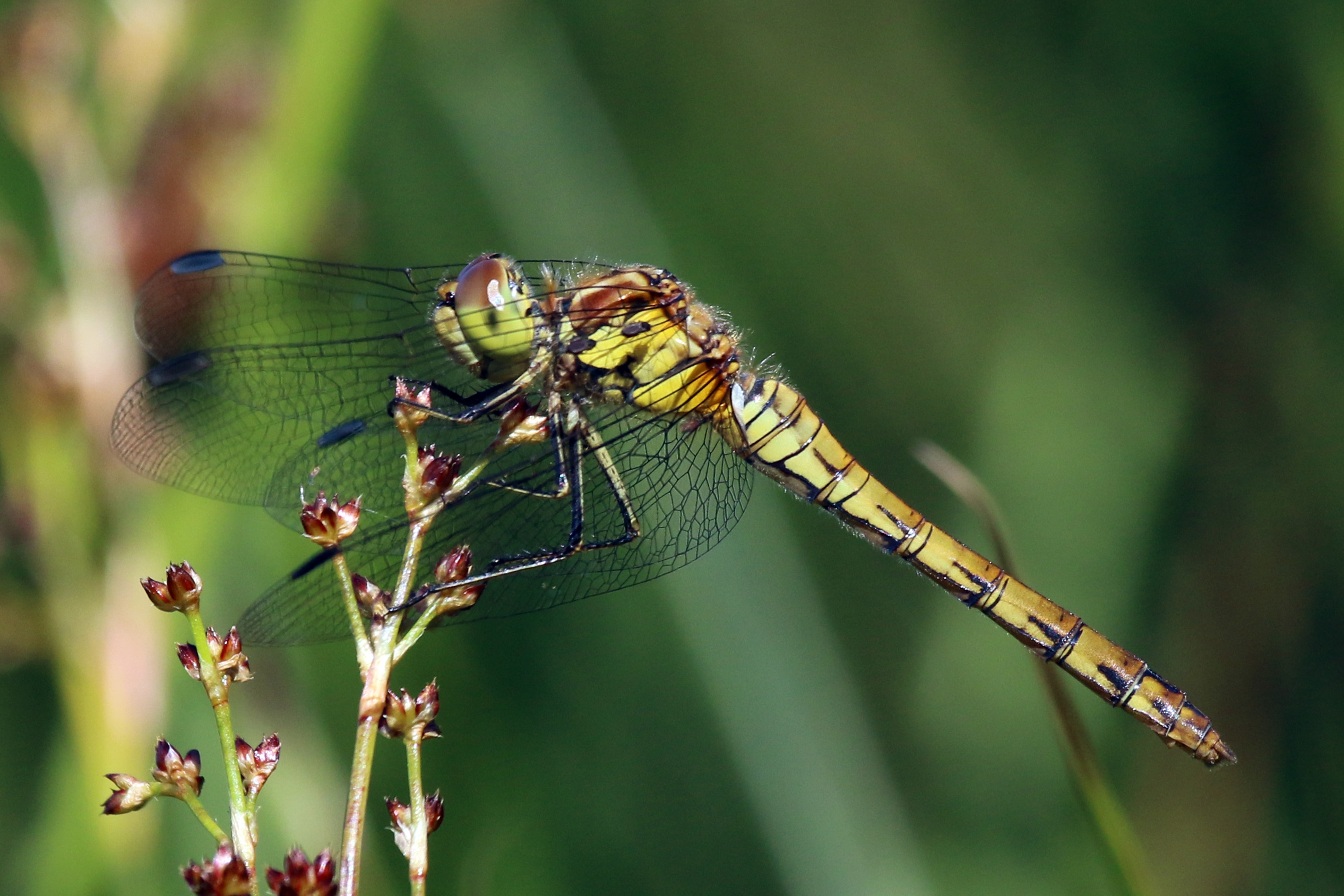
Hembra (abdomen amarillo y pterostigma azul)
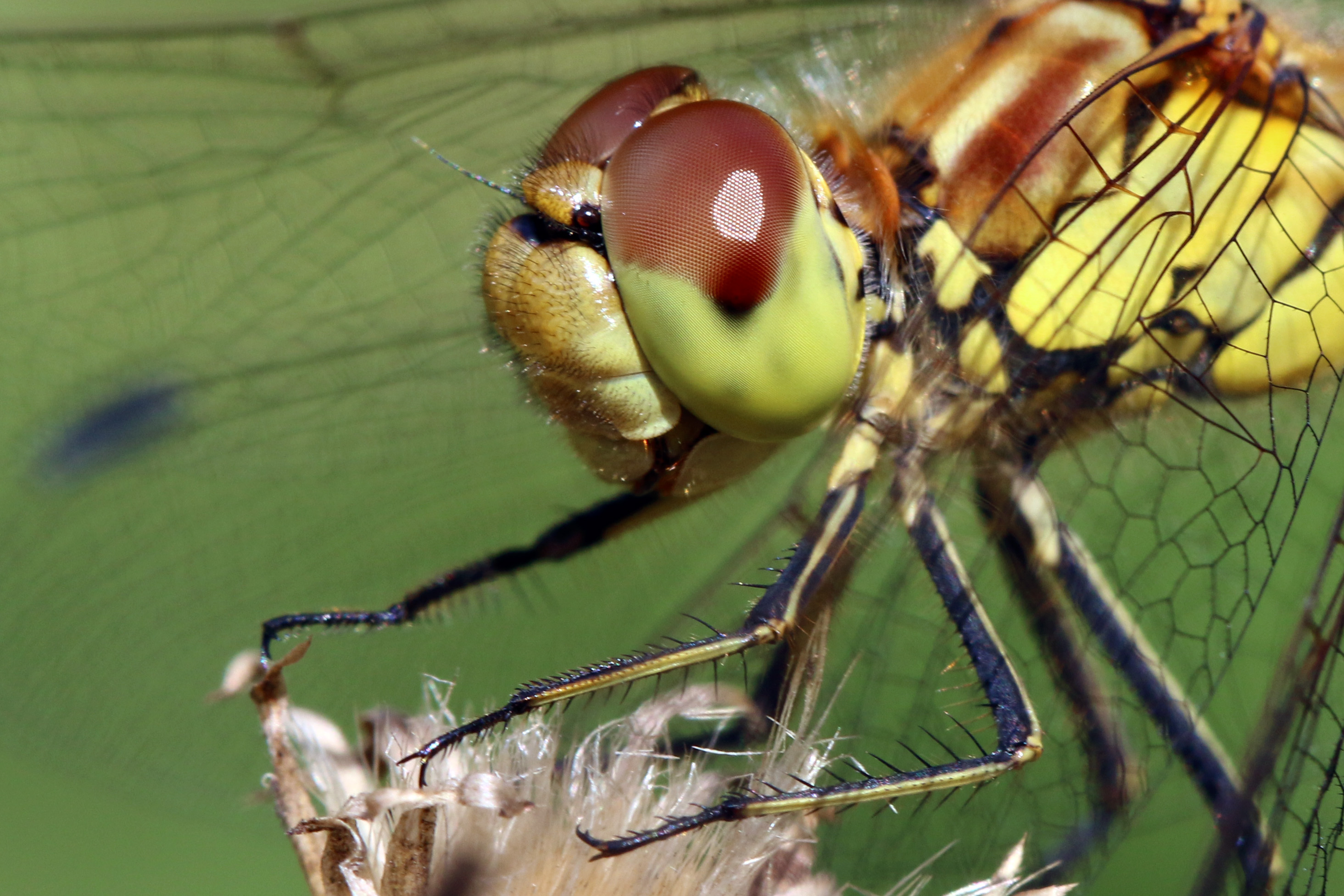
Hembra
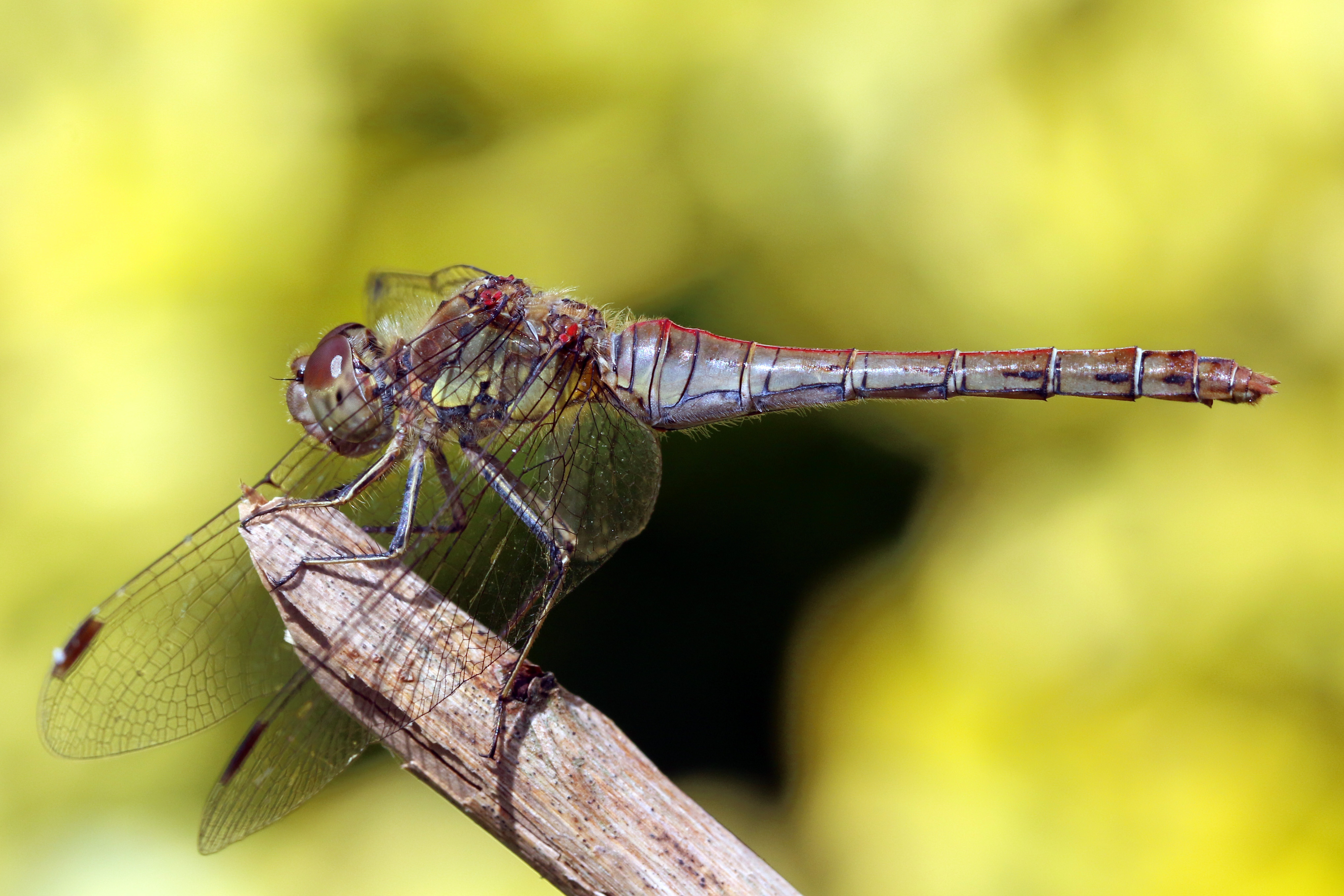
Hembra adulta (abdomen rojo)
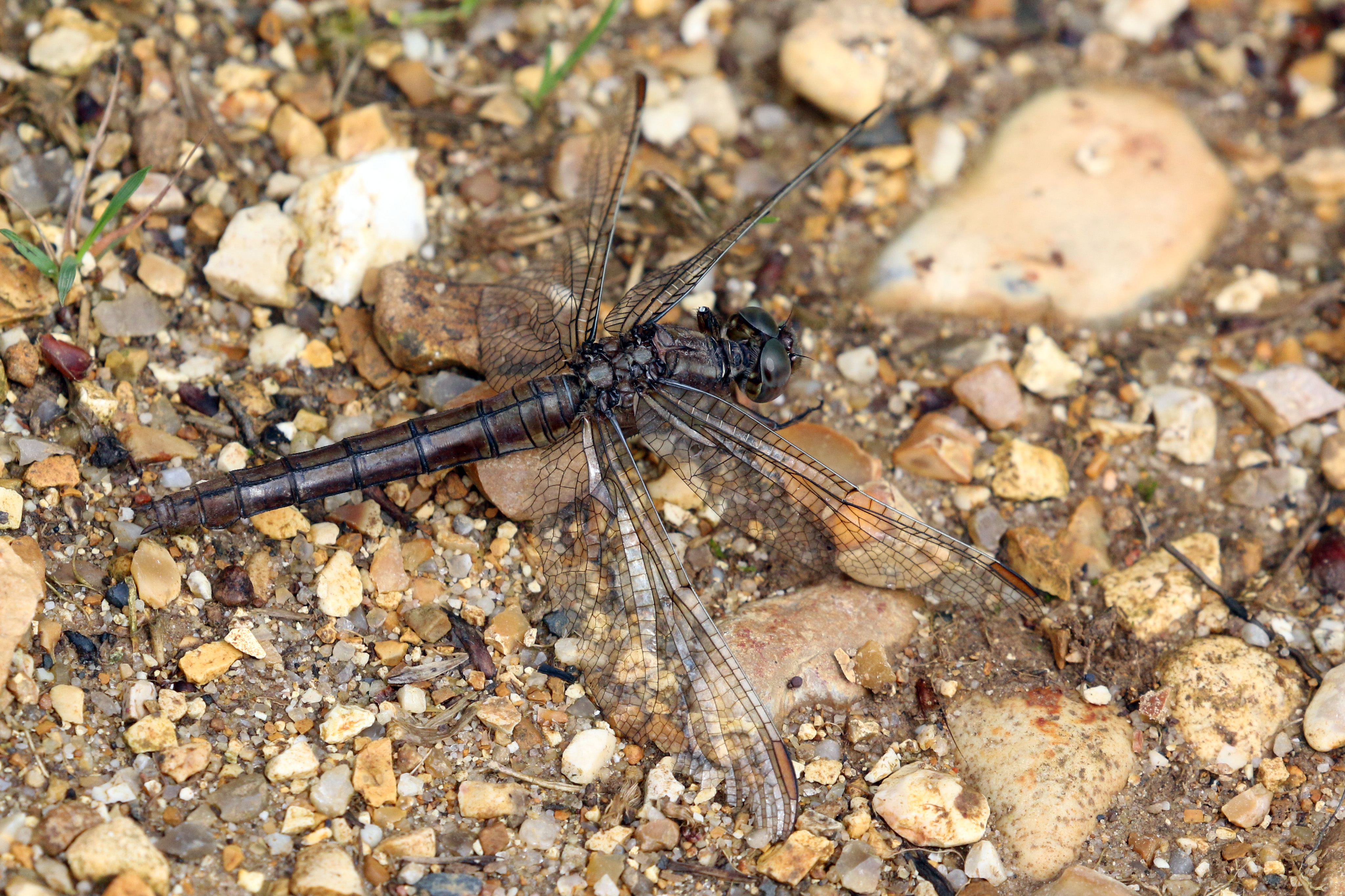
Hembra adulta (abdomen marrón)

## Comportamiento
Se pueden ver adultos volando durante todo el año en el sur de Europa, pero en las regiones más al norte solamente se ven de junio a noviembre.
Esta libélula pequeña se encuentra en una amplia variedad de hábitats, incluyendo lagos, estanques, canales y ríos que fluyen lentos. Son predadores en emboscada, que esperan en lo alto de una percha alta, como una hoja o la parte superior de una puerta, hasta que pasa una mosca a la que perseguirán. Son territoriales en las zonas de cría, tratando en ocasiones de echar a otras libélulas más grandes como la Aeshna cyanea. Esta costumbre de regresar siempre a un sitio soleado hace que sea fácil pronosticar dónde van a aterrizar, por lo que es una de las libélulas más fáciles de fotografiar.
A pesar de esto, en áreas de caza fuera del agua no son territoriales: puede reunirse un gran número de ejemplares (se han llegado a grabar varios centeraes en el mismo sitio) y se pueden ver filas y filas de estos insectos sobre las vallas de los campos.

Los huevos no son puestos, sino lanzados por el aire: el macho sujeta a la hembra y en tándem la gira hacia abajo y hacia adelante por encima agua. En el punto más lejano del arco la hembra libera algunos de sus huevos, que caen en el agua.

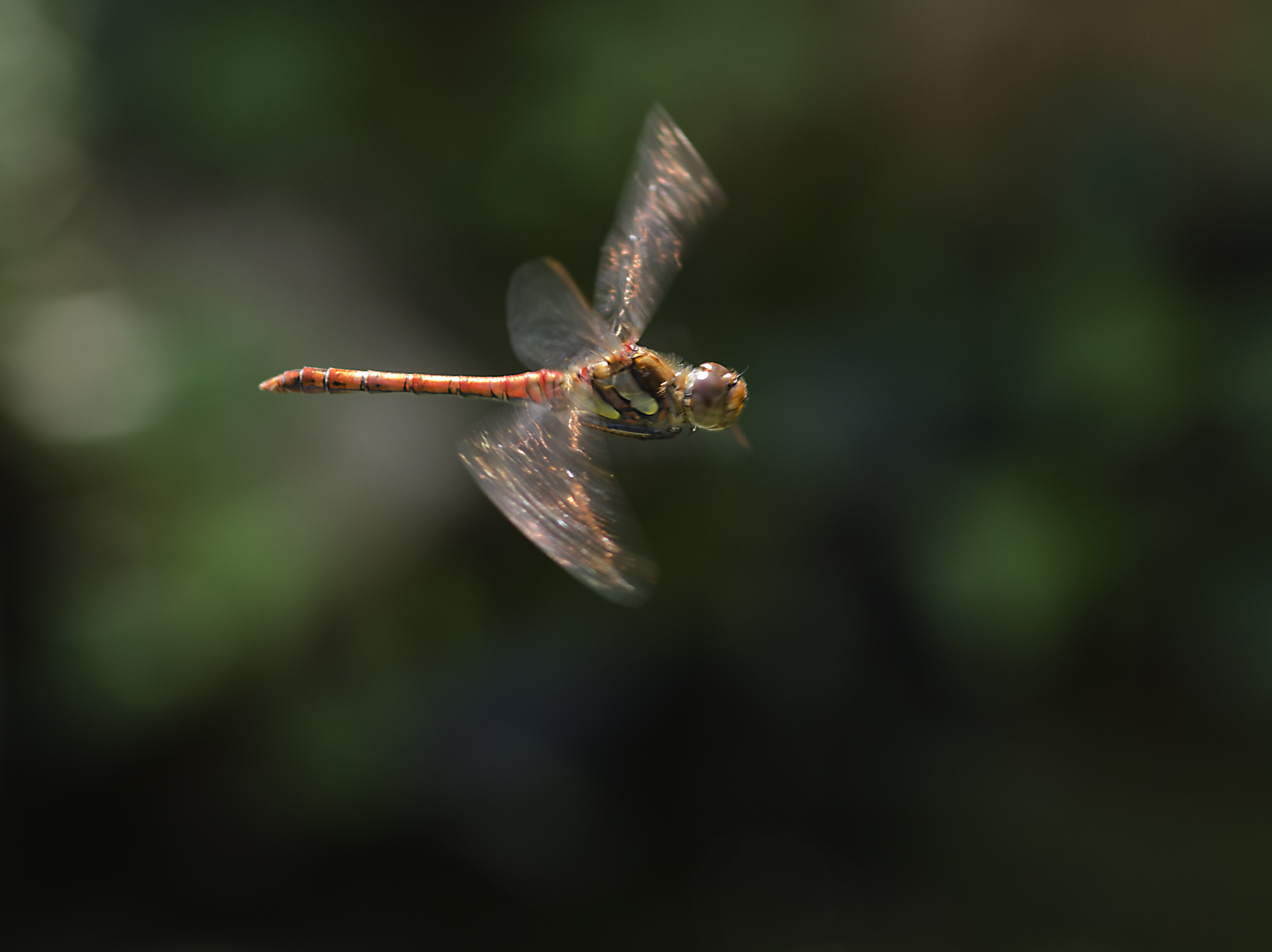
En vuelo
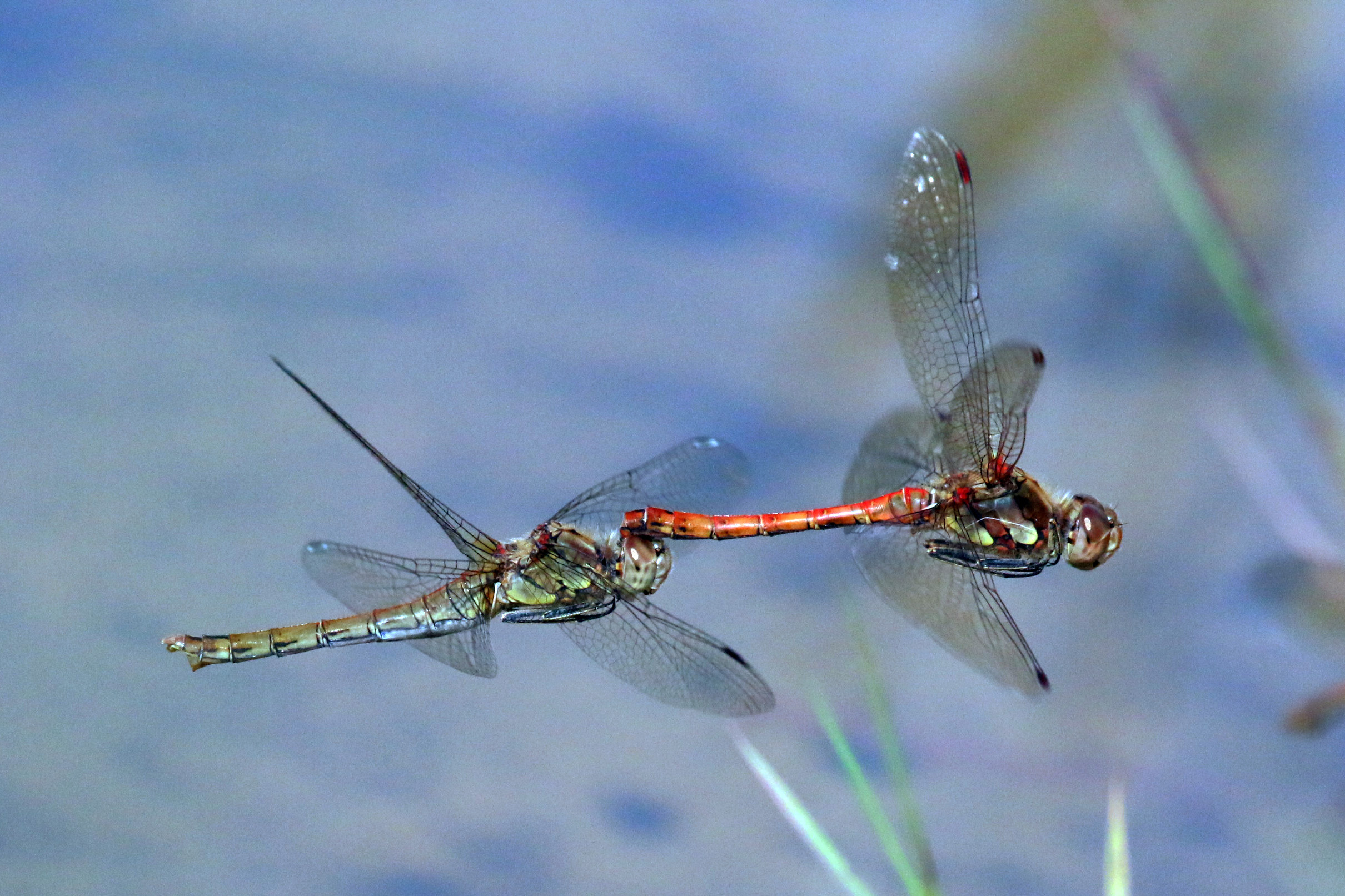
Tándem en vuelo
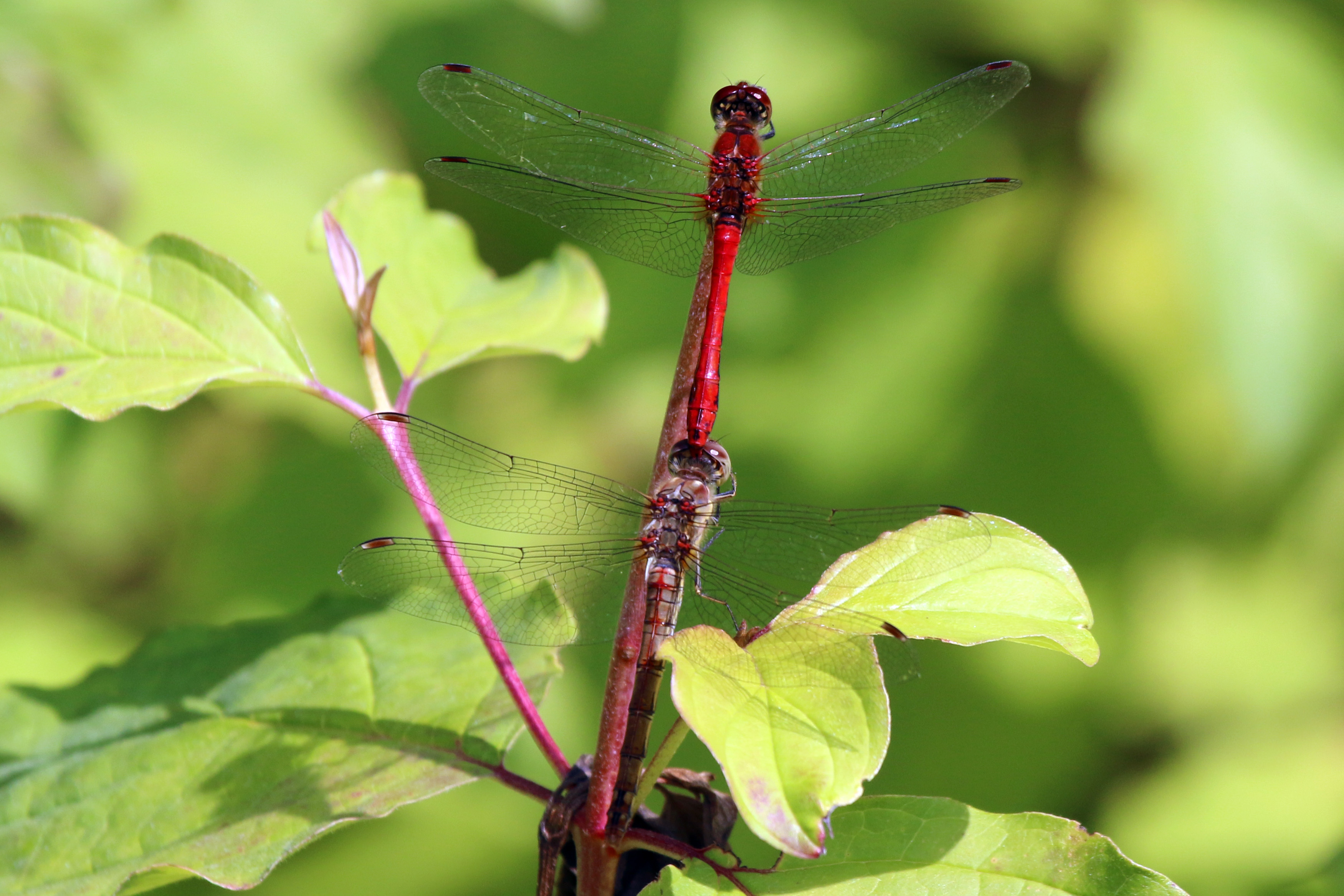
En tándem (macho Sympetrum sanguineum y hembra S. striolatum con abdomen rojo)
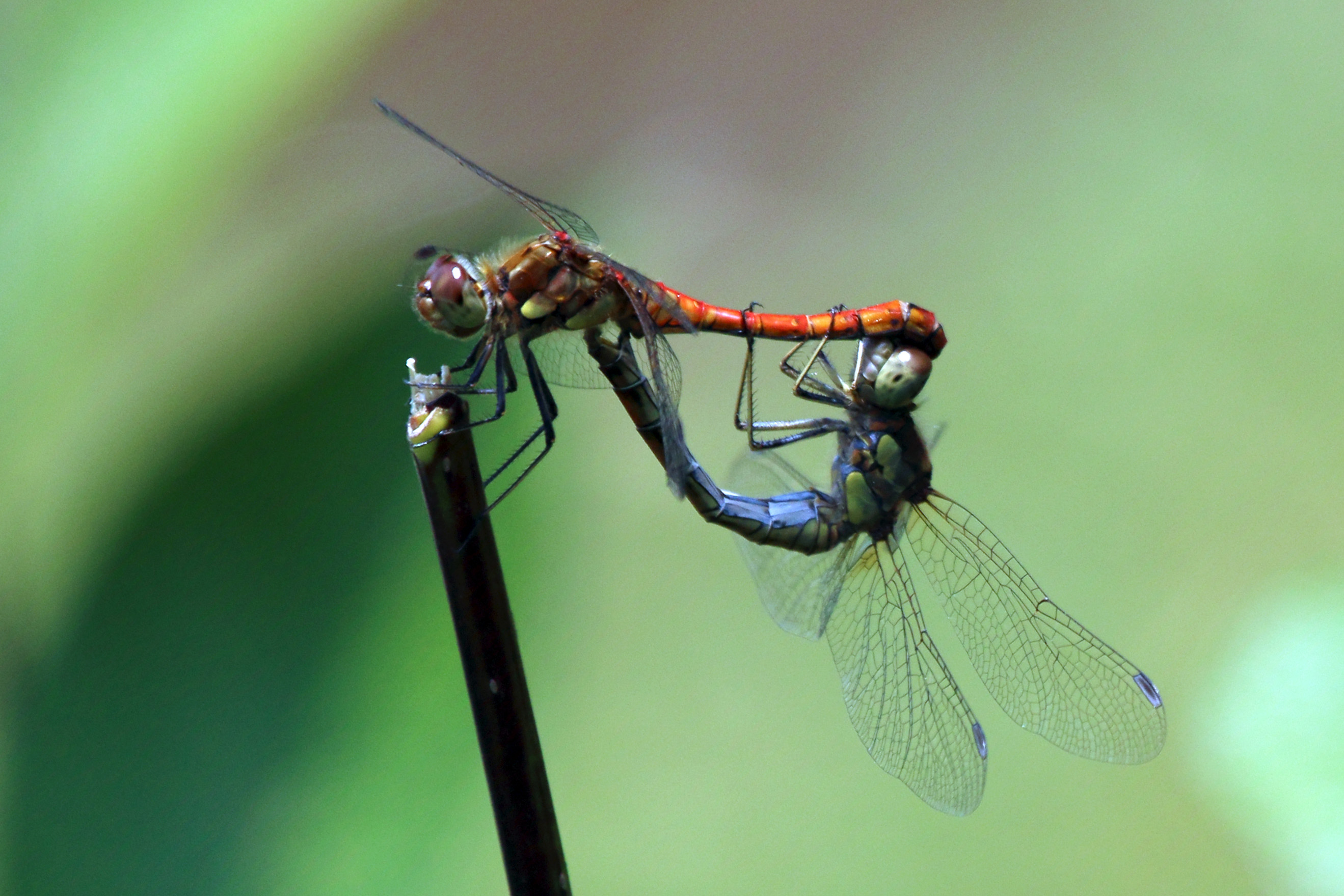
Apareamiento (hembra con abdomen y pterostigma azul)
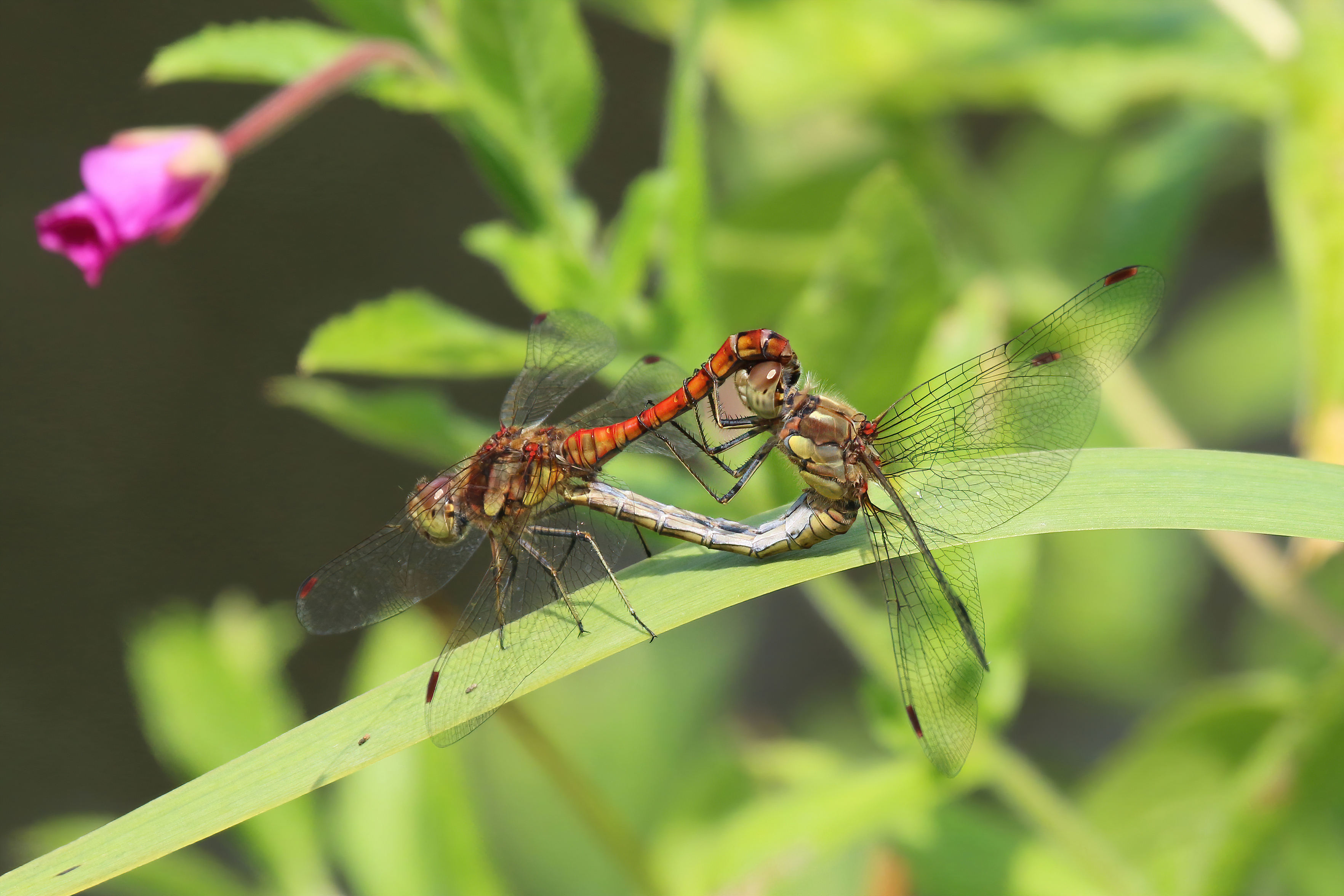
Apareamiento (hembra con abdomen azul y pterostigma rojo)
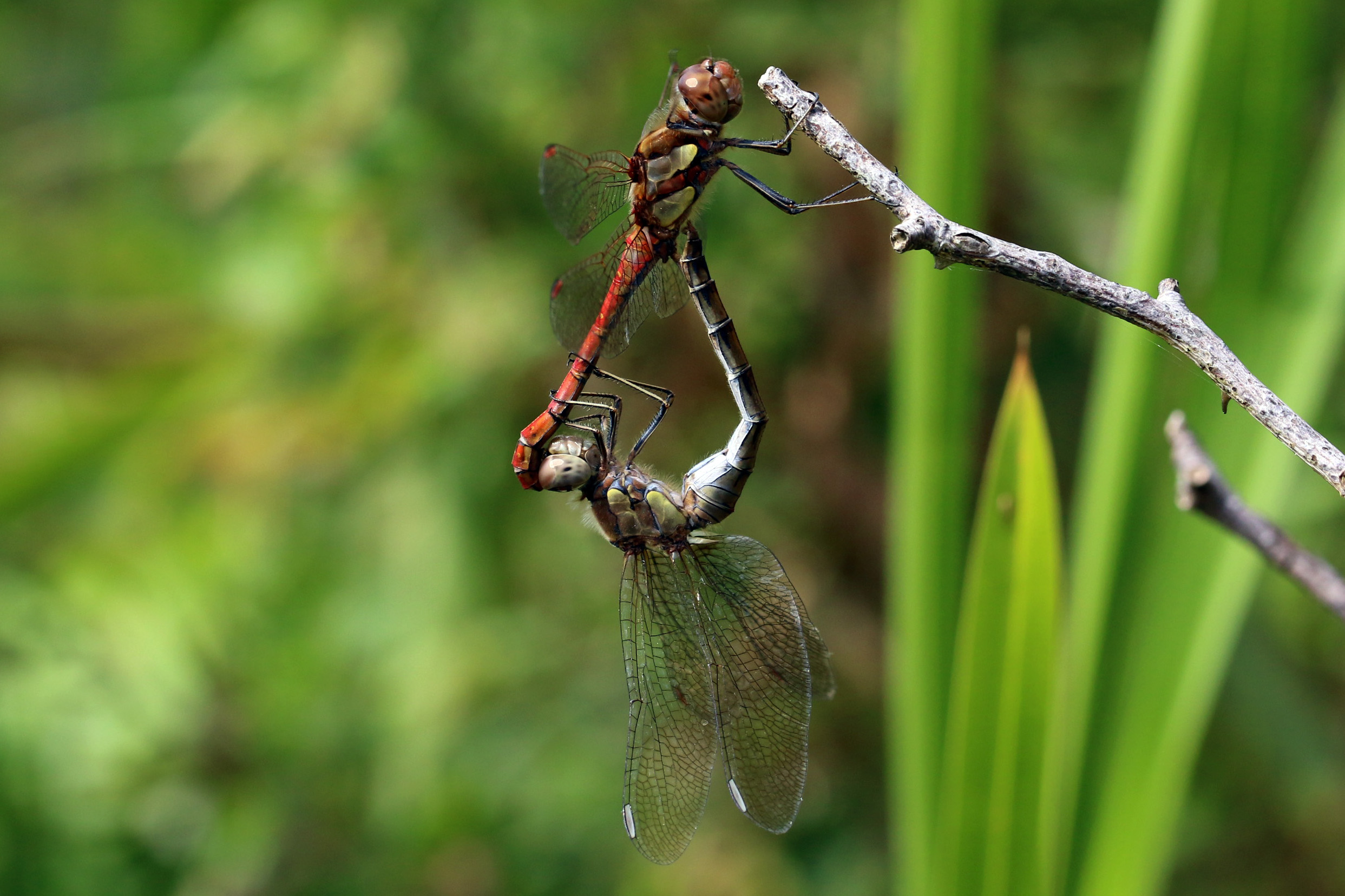
Apareamiento (hembra con pterostigma azul claro)
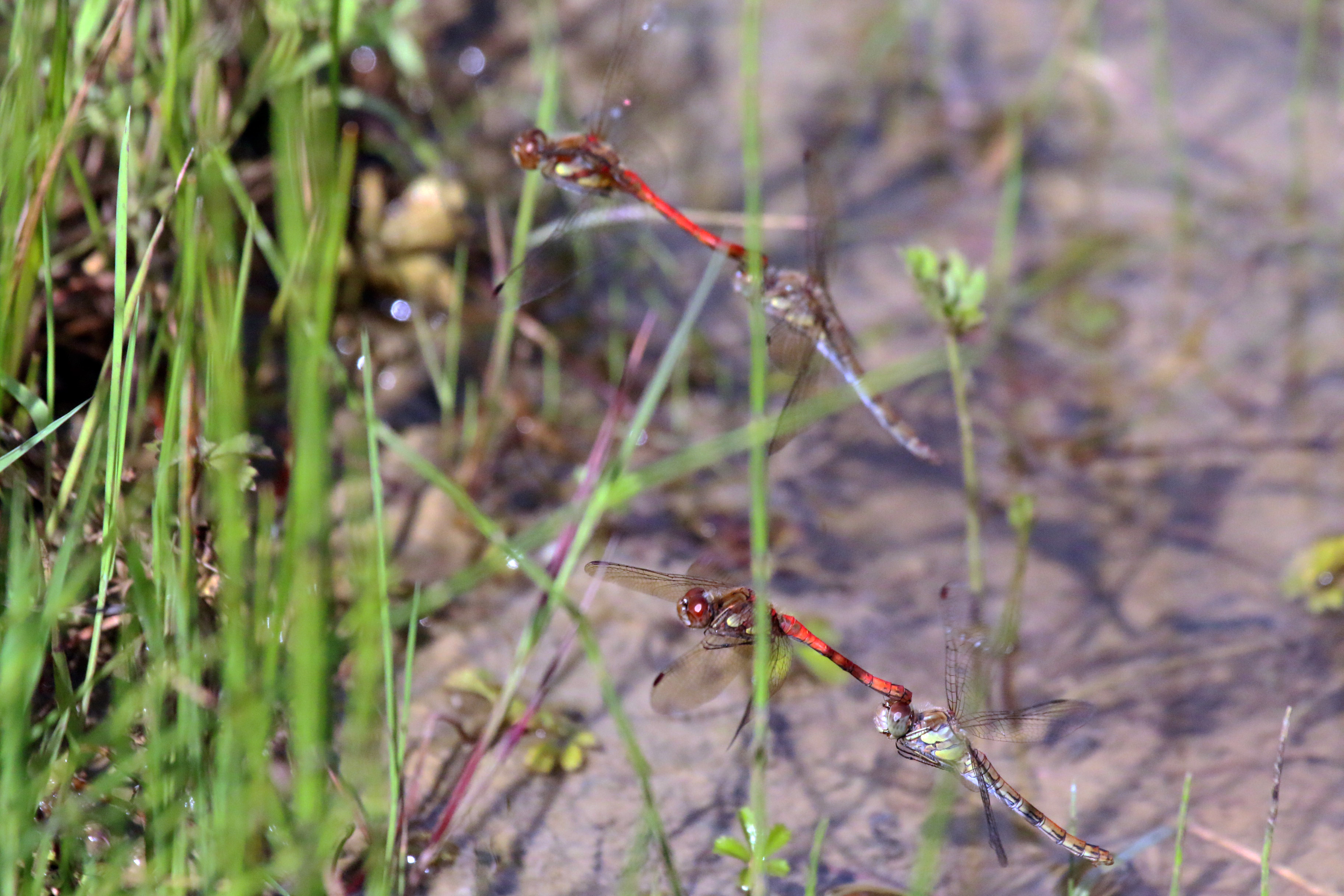
Dos parejas poniendo huevos
- Macho cazando

## Estado de conservación
Esta es una de las libélulas más abundantes en Europa, y las poblaciones no muestran ninguna evidencia de disminución.

## Sympetrum nigrescens
Un taxón llamado Sympetrum nigrescens solía considerarse como una especie separada. Se encuentra en Irlanda, Escocia y Noruega. Puede ser el mismo taxón que el S. nigrifemur, siendo ambos subespecies de S. striolatum.